# Maculatoscelis maculata
Maculatoscelis maculata es una especie de mantis de la familia Amorphoscelidae.

## Distribución geográfica
Se encuentra en Ghana y Costa de Marfil.